# Macolor niger
Macolor niger (Forsskål, 1775) Lutiano è un pesce osseo marino appartenente alla famiglia Lutjanidae diffuso nell'Indo-Pacifico.

## Distribuzione e habitat
Il suo areale si estende dalla costa dell'Africa orientale, dove è presente dal mar Rosso fino al Sudafrica, alle Isole Ryukyu e al Giappone a nord, alla Micronesia, Samoa e alle Isole Cook a est e all'Australia (Middleton Reef, Elizabeth Reef) a sud. È particolarmente comune nelle Isole Marianne Settentrionali. Vive tra i 3 e i 90 m di profondità nelle barriere coralline e su fondali duri.

## Descrizione
Il corpo è compresso lateralmente e raggiunge una lunghezza massima di 75 cm; la testa ha un profilo arrotondato. Le femmine raggiungono la maturità sessuale intorno ai 38 cm e si stima che questa specie possa superare i 40 anni di età. La pinna dorsale e la pinna anale presentano rispettivamente 10 e 3 raggi spiniformi.
L'aspetto varia molto nel corso della vita del pesce: gli esemplari adulti hanno una colorazione piuttosto uniforme, grigia-nerastra e più chiara sul ventre; gli esemplari giovani sono invece a fasce bianche e nere orizzontali lungo il corpo e verticali sulla testa. Le pinne pelviche, sempre arrotondate, sono in proporzione di dimensioni maggiori nei giovani, e con la crescita il margine della pinna caudale varia da arrotondato-romboidale a quasi dritto.
Si distingue dal simile Macolor macularis per l'assenza di macchie blu e sfumature gialle nella colorazione degli adulti, per la presenza di una netta fascia bianca dietro la testa nei giovani, e per la forma delle pinne pelviche, sempre arrotondate; gli esemplari giovani presentano inoltre meno macchie bianche sul dorso. Un'altra differenza è il colore degli occhi: negli adulti di M. macularis l'iride è di un giallo acceso, mentre quella di M. niger ha un colore più smorto.

## Biologia

### Comportamento
Gli esemplari adulti possono formare banchi, mentre i giovani sono principalmente solitari.

### Alimentazione
Si nutre di crostacei e altri pesci.

## Tassonomia
Descritto nel 1775 da Peter Forsskål come Sciaena nigra, è stato riclassificato nel genere Macolor, di cui è la specie tipo. La sua località tipo è Gedda.

## Pesca
Catturato con reti da posta, lenze e nasse, è di interesse anche per la pesca sportiva. È principalmente consumato fresco.

## Conservazione
È una specie comune il cui areale si sovrappone a diverse aree marine protette e lo sfruttamento per la pesca non sembra influire significativamente sulle sue popolazioni; la principale minaccia è costituita dal degrado del suo habitat. La lista rossa IUCN lo classifica come "a rischio minimo" (LC).